# Centro Marxista Revolucionario Internacional
El Centro Marxista Revolucionario Internacional (CMRI) fue una asociación internacional de partidos de izquierda socialista. Los partidos miembros rechazaban tanto la socialdemocracia como la Tercera Internacional. 

## Historia de la organización
El Centro fue formado en 1932, tras una tensa reunión en la conferencia de la Internacional Obrera y Socialista en Viena en 1931. El CMRI tuvo varios nombres. Inicialmente se le denominó como Comité de Partidos Socialistas Revolucionarios Independientes y más tarde Buró Internacional de Unidad Socialista Revolucionaria, aunque en la época era generalmente conocido simplemente como el Buró de Londres (apodado por algunos la 3½ Internacional), en analogía a la que se había llamado 2½ International de 1921-1923), aunque su cuartel general fue trasladado de Londres a París en 1939 (ya que además del afiliado francés, el comité central de otros cinco partidos exiliados se encontraba allí). Su filial joven se llamó Oficina Internacional de Organizaciones Juveniles Revolucionarias. 
Durante un periodo, el CMRI estuvo cercano al movimiento trotskista y a la Oposición de Izquierda. A principios de la década de 1930, Trotski y sus partidarios creían que la influencia de Stalin sobre la Tercera Internacional podría combatirse desde dentro, haciéndola retroceder lentamente. Se organizaron en la Oposición de Izquierda en 1930, con la intención de ser un grupo de disidentes antiestalinistas dentro de la Tercera Internacional. Los partidarios de Stalin, que dominaban la Internacional, no tolerarían la disidencia más. Todos los trotskistas, y aquellos sospechosos de haber sido influenciados por el trotskismo, fueron expulsados.
Trotski apuntaba que las políticas de Comintern del Tercer Período había contribuido al ascenso al poder de Adolf Hitler en Alemania, y que su giro hacia la política del Frente Popular (con la intención de unir a todas las fuerzas ostensiblemente antifascistas) sembraba ilusiones en el reformismo y el pacifismo "dejando la vía libre al giro fascista". Para 1935 Trotski constataba que el Comintern había caído irremediablemente en manos de la burocracia estalinista.  Él y sus partidarios, expulsados de la Tercera Internacional, participaron en una conferencia del Buró de Londres. Tres de los partidos se unieron a la Oposición de Izquierda en la firma de un documento escrito por Trotski en el que se hacía una llamada para una Cuarta Internacional, que sería conocido como la "Declaración de los cuatro. De estos, dos se distanciaron pronto del acuerdo, pero el neerlandés Partido Socialista Revolucionario trabajó con la Oposición de Izquierda Internacional para declarar la Liga Comunista Internacional.
Esta posición causó las protestas de Andrés Nin y otros miembros de la Liga que no apoyaban la idea de hacer una llamada para una nueva Internacional. Este grupo priorizaba el reagrupamiento con otras oposiciones comunistas, principalmente la Oposición Comunista Internacional (OCI), con conexiones con la Oposición de Derecha del Partido Soviético, un reagrupamiento que finalmente condujo a la formación del Buró Internacional para la Unidad Socialista Revolucionaria. Trotski consideraba a esas organizaciones como centristas. A pesar de la opinión de Trotski, la sección española se fusionó con la sección española de la OCI, formando el POUM. Trotski declaró que esta fusión era una capitulación ante el centrismo. El Partido de los Trabajadores Socialistas de Alemania, una división de izquierdas del Partido Socialdemócrata de Alemania fundada en 1931, cooperó con la Oposición de Izquierda Internacional brevemente en 1933 aunque pronto abandonaría la llamada a una nueva Internacional.
El Secretariado del Centro Internacional permaneció en el Partido Laborista Independiente (ILP) británico durante el periodo entre 1932 y 1940 (excepto un año). Fenner Brockway, líder del ILP, fue su presidente durante la mayor parte de este periodo, siendo relevado en 1939 por Julián Gorkin del POUM.  En ese momento, el Centro contaba con partidos miembros en más de 20 países, incluyendo los Países Bajos, Austria, Checoslovaquia, los Estados Unidos y el Mandato Británico de Palestina.

## Partidos miembros
- Alemania ()- Partido de los Trabajadores Socialistas de Alemania (SAPD) (hasta mediados de la década de 1930: se separan del Centro sobre la cuestión a su apoyo a los Frentes Populares, a la que se oponía el ILP)
- Alemania ()- Partido Comunista de Alemania-Oposición (Observador, no afiliado)
- Alemania ()- Neuer Weg (facción opositora dentro del SAPD) (desde mediados de la década de 1930)
- Austria ()- Frente Rojo dentro del Partido Socialista Revolucionario de Austria
- España ()- Partido Obrero de Unificación Marxista (POUM)
- Estados Unidos ()- Liga Obrera Independiente de América (desde 1938)
- Estados Unidos ()- Liga por un Partido Obrero Revolucionario
- Francia ()- Partido de Unidad Proletaria (PUP)
- Francia ()- Partido Socialista Obrero y Campesino (PSOP)
- Gran Bretaña ()- Partido Laborista Independiente (ILP)
- Grecia - ()Partido Archeiomarxista Comunista de Grecia (ΚΑΚΕ) (desde 1939)
- Noruega ()- Partido Laborista Noruego (DNA) (hasta 1933?)
- Países Bajos ()- Partido Socialista Independiente (OSP) (hasta 1935)
- Países Bajos ()- Partido Socialista Revolucionario (RSAP) (desde 1935)
- Palestina ()- Mapai
- Palestina ()- Hashomer Hatzair
- Polonia ()- Liga Obrera Judía General de Polonia
- Polonia ()- Partido Obrero Socialista Independiente
- Rumanía ()- Partido Socialista Independiente
- Suecia ()- Partido Socialista (desde 1933)